# Государство закона
Коалиция Государство закона (Коалиция в поддержку государства закона, араб. إئتلاف دولة القانون‎) — политический блок в Ираке, представляющий, в основном, шиитских исламистов. Сформирован в 2009 года тогдашним премьер-министром Ирака Нури аль-Малики для проведения региональных выборов. Он же и возглавил созданный блок.
В 2009 году в блок вошли следующие партии:

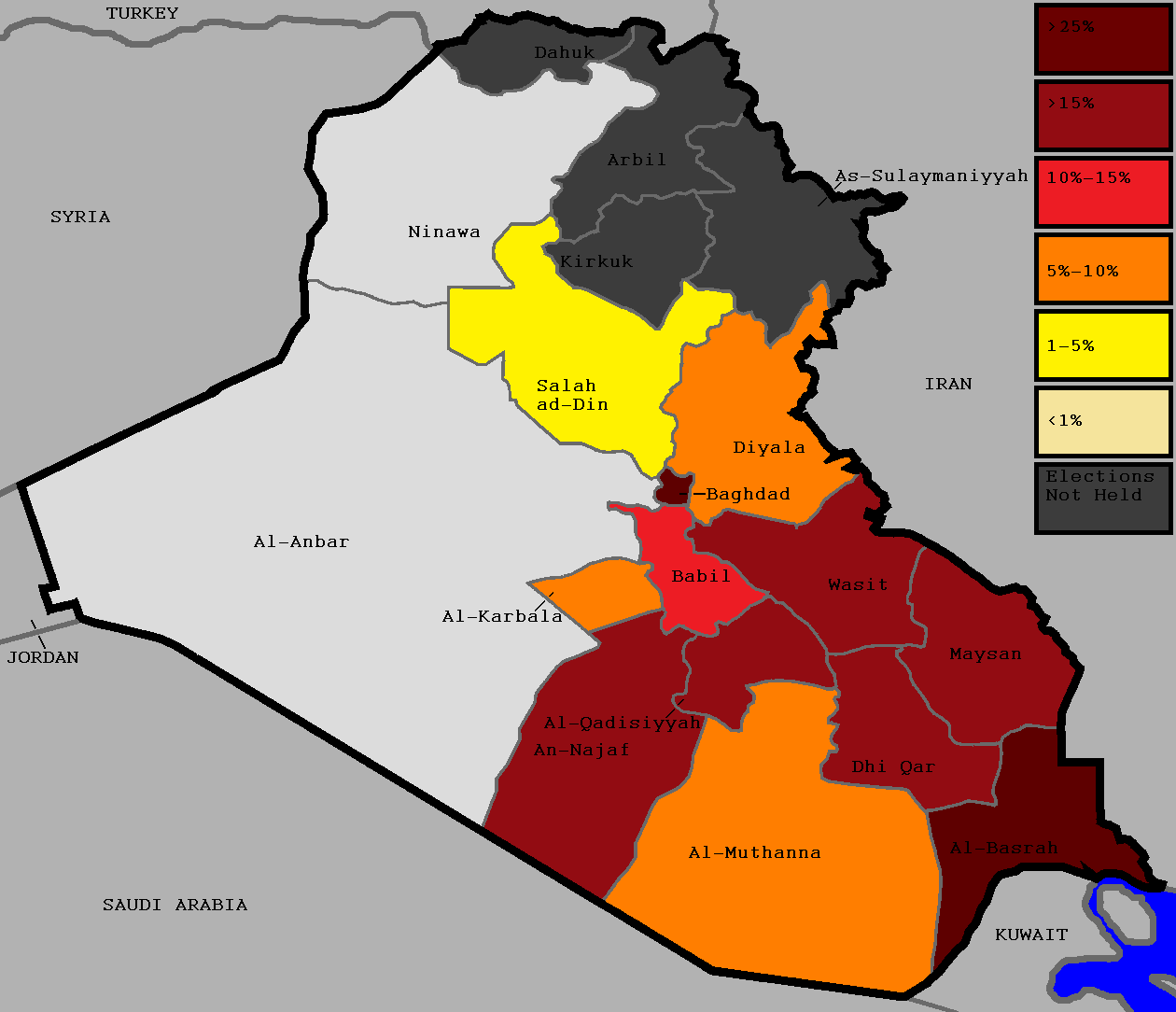
Результаты блока на региональных выборах 2009 года

- Дава во главе с премьер-министром Нури аль-Малики;
- Islamic Dawa Party – Iraq Organisation во главе с Хашимом аль-Мусави;
- Независимый блок во главе с министром нефти Хуссейном аль-Шахристани;
- Блок солидарности во главе с Кассимом Даудом;
- Islamic Union of Iraqi Turkoman во главе с Аббасом аль-Байяти;
- Kurdish Feli Fraternity Movement;
- Shaabani Uprising Bloc 1991;
- независимые политики.

В 2014 году коалиция получила 89 мест в выборах в иракский парламент.